# 利西夫卡 (亞爾莫林齊區)
49°10′5″N 26°57′50″E / 49.16806°N 26.96389°E
利西夫卡（烏克蘭語：Лисівка）是位於烏克蘭西部的村莊，由赫梅利尼茨基州裡赫梅利尼茨基區的亞爾莫林齊市鎮負責管轄。該村面積1.53平方公里，海拔高度309米，2001年該村落人口301。